# Faradaya
Faradaya es un género de plantas con flores con siete especies pertenecientes a la familia de las lamiáceas, anteriormente se encontraba en las verbenáceas. Es nativo de Malasia al sudoeste del Pacífico. Comprende 24 especies descritas y de estas, solo 7 aceptadas.

## Taxonomía
El género fue descrito por Ferdinand von Mueller y publicado en Fragmenta Phytographiæ Australiæ 5: 21. 1865. La especie tipo es: Faradaya splendida F.Muell. (1865).

## Especies aceptadas
A continuación se brinda un listado de las especies del género Faradaya aceptadas hasta septiembre de 2014, ordenadas alfabéticamente. Para cada una se indica el nombre binomial seguido del autor, abreviado según las convenciones y usos.	* Faradaya amicorum (Seem.) Seem. (1865).
- Faradaya glabra (Moldenke) A.C.Sm. & S.P.Darwin (1991).
- Faradaya lehuntei (Horne ex Baker) A.C.Sm. (1978).
- Faradaya ovalifolia (A.Gray) Seem. (1865).
- Faradaya splendida F.Muell. (1865).
- Faradaya squamata H.J.Lam (1919).
- Faradaya vitiensis Seem. (1865).